# Der Arizona-Tiger
Der Arizona-Tiger ist ein US-amerikanischer Stummfilmwestern aus dem Jahr 1927 von Roy William Neill mit Tom Mix und Dorothy Sebastian in den Hauptrollen. Das Drehbuch basiert auf der Kurzgeschichte High Society von Adela Rogers St. Johns.

## Handlung
Tom Phelan trifft seine Jugendfreundin Regina Schyler, die als potenzielles Opfer zwei Betrügern aus dem Osten ins Auge fällt. Als das Poloteam ihres Bruders Roy durch die Machenschaften eines Betrügers kurz vor der Niederlage steht, wird versucht, Tom den Zutritt zum Polofeld zu verwehren. Doch mit Hilfe seines treuen Pferdes Tony vereitelt Tom den Plan und kommt rechtzeitig, um das Spiel zu gewinnen und Regina vor den Schurken zu retten.

## Hintergrund
Gedreht wurde der Film Anfang Juni bis Mitte Juli 1926.
In einem Presseartikel vom 30. Mai 1926 wurde darauf hingewiesen, dass die Hauptdarstellerin Dorothy Sebastian von Metro-Goldwyn-Mayer ausgeliehen wurde und nach einem Theaterengagement in New York kürzlich nach Kalifornien zurückgekehrt war. Neun Tage später wurde der Beginn der Dreharbeiten unter dem offiziellen Titel „The Arizona Wildcat“ angekündigt.
Im Juli 1926 wurde in dem firmeneigenen Magazin „Fox Folks“ R. Lee Hough als Regieassistent identifiziert. Als Drehort wurden die Fox-Studios angegeben, jedoch nicht, ob es sich um die Studios in Hollywood oder um die kürzlich eröffnete Einrichtung in West Los Angeles, handelte. Da die „Fox Hills“ erwähnt wurden, wird Letzteres angenommen. In derselben Ausgabe wurde auch erwähnt, dass Tom Mix eine Produktionspause einlegte, um ein Rodeo für die „Motion Picture Theatre Owners’ Association“ im Crags Country Club zu moderieren und dort aufzutreten.
Über den Abschluss der Dreharbeiten wurde am 19. Juli 1926 berichtet. Malcolm Stuart Boyland wurde am 14. Juli 1926 als Filmeditor identifiziert, am 21. August 1927 wurde jedoch berichtet, Boylan habe Ted Le Brethon mit der Bearbeitung des Films beauftragt.
Ab dem 20. November 1927 wurde der Film in den US-Kinos gezeigt.
Da keine Kopien der fünf Filmrollen existieren, gilt der Film als verschollen.